# تشارلز جاكوبس (محامي)
تشارلز جاكوبس (بالإنجليزية: Charles Jacobs)‏ هو قاضي ومحامي أمريكي، ولد في 13 مايو 1970 في أوبورن في الولايات المتحدة.